# Pyrgocyphosoma renanum
Pyrgocyphosoma renanum är en mångfotingart som beskrevs av Karl Wilhelm Verhoeff 1932. Pyrgocyphosoma renanum ingår i släktet Pyrgocyphosoma och familjen knöldubbelfotingar. Inga underarter finns listade i Catalogue of Life.